# Megarhyssa taiwana
Megarhyssa taiwana är en stekelart som beskrevs av Kamath och Gupta 1972. Megarhyssa taiwana ingår i släktet Megarhyssa och familjen brokparasitsteklar. Inga underarter finns listade i Catalogue of Life.